# Ethmia nigrimaculata
Ethmia nigrimaculata is een vlinder uit de familie grasmineermotten (Elachistidae). De wetenschappelijke naam is voor het eerst geldig gepubliceerd in 1967 door Sattler.
De soort komt voor in Europa.